# May'nのらじ☆たま
『May'nのらじ☆たま』（めいんのらじたま）は、2009年10月10日から2016年3月26日まで文化放送で放送されていたラジオ番組である。歌手であるMay'nの冠番組。通称「らじたま」。

## 番組内容
番組前半はフリートークとリスナーからのお便り。後半はコーナー。
番組タイトルは「ラジオのたまご」の意。May'n初のレギュラー番組であるということで、この名前がつけられた。
番組名に「☆」が入っているのはただMay'nが好きだかららしい（2012年10月6日放送分にて）。
ラジオネームは「ラジたまネーム」としている。

### テーマソング
オープニングテーマ
- 「May'n★Space」（2009.10.10 - 2012.9.29／1st アルバム「メイン☆ストリート」より）
- 「HEAT of the moment」（2012.10.6 - ／3rd アルバム「HEAT」より）

エンディング
- 「M - Revolution」（2009.10.10 - 2012.9.29／1st シングル「キミシニタモウコトナカレ」　c/wより）。
- 「Smile:D」

エンディングテーマの間に仮面ライダーV3のオープニングがカットイン風に挿入される。また、クリスマスが近い放送回にはエンディングテーマが『マクロスF』の「サイレントなんかじゃいられない」になる。

## 放送時間
- 毎週土曜日 28:00 - 28:30（2009年10月10日 - 2013年09月28日／文化放送A&Gゾーン）
- 毎週土曜日 26:30 - 27:00（2013年10月05日 - 2016年03月26日／同上）
  - 2013年10月の放送枠変更以降は、プロ野球中継『文化放送ホームランナイター』の放送時間が延長した場合、週によっては番組休止となる（それ以前はプロ野球中継の終了時間に関係なく定刻放送していた）。
  - 2013年10月の放送枠変更以前はA&G土曜の最終番組となっていた。2015年春改編で27・28時台の番組がすべてA&Gでなくなったことで、1年半ぶりに本番組がA&G土曜の最終番組となったが、同年秋改編で27:00からの30分がA&Gに復帰したため、A&G土曜の最終番組ではなくなった。

## コーナー
レギュラー
- らじ☆たま side-A/B（2010年4月10日 - ）

「Phonic◆Nation らじ☆たま市役所」から独立して継続。とある質問に対しての「究極の2択」をする
- めいめいめいん（命名May'n）（2010年10月9日 - ）

際立って名前のないモノに対して、リスナーからの情報（使用期間やモノの特徴など）をもとに、命名する
- ふぉねちゃんの、きまりッ☆（2010年10月9日 - ）

「ふぉねちゃん」とは夏のツアーである『Phonic◆Nation』（フォニック・ネイション。訳：「音の国」）の通称。従って、音の国の、新たな決まりを考える
- らじ☆たま May'n安箱（めいんやすばこ）（2010年10月9日 - ）

質問、悩み相談、身の回りに起こった出来事、番組の感想などを募集するもの。構成作家曰く〝「ふつおた」と「お悩み相談」と「らじ☆たま新聞」を、まとめたコーナー〟
- MM-1グランプリ（2012年4月 - ）

「妄想・May'n・1」の略で、妄想大好物のMay'nにちなみ、月替わりのテーマで妄想ストーリーを受け付け、スタッフとの総合数で多く得票を獲得したストーリーが『月間MM-1グランプリ』に、また上半期と下半期でナンバーワンを獲得するとMay'n手書きの表彰状が贈呈される。
- May'n ライヴあるある（2012年4月 - ）

ワールドツアー「Rock Your Beats!」開催期間中の限定コーナーで、May'nのライヴで「あるある」と共感できるモノを募る。
- ラジタマン（2009年10月10日 - ）

エンディングテーマの途中で「戦え! 仮面ライダーV3」に乗せてバイクの排気音と共にカットインする謎のヒーロー。日頃の気付きや人生のヒント、時には感情の発露や雄叫び等、毎回独特の印象的な一言と余韻を残し、颯爽とバイクで去っていく。
不定期コーナー
- May'n的 したらばBGM

特に放送回数が少ない（May'n曰く「忘れたころにやってくる」）。様々なシチュエーションで、May'n自身がピッタリだと思う選曲をする。
- こどもお悩み相談室

相談に乗るのが得意だと豪語するMay'nが「May'nおねえたん」となり、子供（のフリをした大人）のリスナーが寄せたお悩みに答える。
- 辞書で☆May'n

目を瞑った状態で辞書をパラパラめくり、指差した言葉にまつわるトークをするというムチャブリ。でも、勉強にもなるという一石二鳥かもしれない企画。
終了したコーナー
- 武道館のコーナー（ - 2010年1月30日）

「May'n Special Concert2010 at 日本武道館『BIG★WAAAAAVE!!』」との連動コーナー
- なるほど☆ザ☆あじあ（2010年1月16日 - 2010年4月3日）

「May'n BIG★WAAAAAVE!! ASIA TOUR 2010」（マレーシア・香港・台湾）との連動コーナー
- Phonic◆Nation らじ☆たま市役所（2010年4月10日 - 2010年9月26日）
  - Phonic◆Nation らじ☆たま新聞

周りから見れば小さいけれど、自分（リスナー自身）にとってはメインなニュースを募集するというもの。
- - らじ☆たま side-A/B・・・単独コーナーとして継続
- ライブMCのススメ（2010年4月10日 - 2010年10月2日）

「Phonic」と「ライブMC」については、今夏のツアー「Phonic◆Nation Side-A/Side-B」にちなんだもの。
- そんな大人になりたい…⇒そんな○○になりたい…（2009年11月9日 - 2010年10月16日）

放送開始当時19歳のMay'nが素敵な大人になるために、様々募集していた。ところが途中からは「大人」ではない変化球が登場することになり、コーナーが変わった。
- 普通のお便り 略して「ふつおた」（2009年10月10日 - 2010年10月16日）⇒「May'n安箱」に統合
- ステキ☆ たまひよくラ部!

「ステキ」だと思われる単語を募集。それを「たまご」「ひよこ」「にわとり」の3段階でMay'nが評価する

## ゲスト
- 2009.10.31　#04：ELISA
- 2009.12.04　#09：中島愛
- 2010.02.13　#19：丹下桜
- 2010.02.27　#21：ELISA
- 2010.03.13　#23：小川真奈
- 2010.04.17　#28：坂本真綾（コメント出演）
- 2010.05.29　#34：大島麻衣（この週の24日に彼女が担当の「リッスン? 〜Live 4 Life〜・月曜日」にMay'nが出演している）
- 2010.06.05　#35：中島愛
- 2010.06.26　#38：高橋洋子
- 2010.09.04　#48：麻生夏子
- 2010.09.18　#50：Kalafina
- 2010.10.30　#56：ELISA
- 2010.11.06　#57：坂本真綾（コメント出演）
- 2010.11.13　#58：ゆいかおり
- 2010.11.20　#59：中島愛
- 2011.01.08　#66：玉置成実
- 2011.01.29　#69：坂本真綾（コメント出演）
- 2011.02.05　#70：Kalafina
- 2011.02.12　#71：ELISA
- 2011.05.07　#83：momo
- 2011.07.23　#93：Sea☆A
- 2015.06.06/2015.06.13　#--：南波志帆（代理MC）
- 2015.06.20/2015.06.20　#--：Machico（代理MC）
- 2015.07.04/2015.07.11　#--：大橋彩香（代理MC）
- 2015.07.19/2015.07.26　#--：田所あずさ（代理MC）
- 2015.08.03  #--- : every♥ing!（木戸衣吹）（山崎エリイ）（代理MC）
- 2016.01.16　#317：椎名慶治
- 2016.01.23　#318：Machico
- 2016.02.06　#320：every♥ing!

## May'nのぱけ☆たま
『May'nのぱけ☆たま』（めいんのぱけたま）は、2010年4月14日から文化放送が行っているモバイルラジオ『モバイルステーションA&G』で配信が開始された約5分間のミニラジオ番組。この「らじ☆たま」のモバイル番組バージョンとなる。
タイトルの所以は、「〝パケット〟でダウンロードする『らじ☆たま』の意味である」（第1回分より）。
初回は4月14日の正午から配信開始。以後、毎週水曜日の正午に配信され、2016年3月30日まで更新された。

## 公開録音
- 開催日 - 2015年12月19日
- 会場 - 越谷市イオンレイクタウンmori